# Skiftedag (Matador)
"Skiftedag" er den tredje episode af den danske tv-serie Matador. Den blev skrevet af Karen Smith, efter ide af seriens skaber Lise Nørgaard og instrueret af Erik Balling. Seriens musikalske tema er komponeret af Bent Fabricius-Bjerre. Den blev vist første gang på dansk tv den 25. november 1978.

## Handling
"I 1930 klarer alle sig ikke så godt som Mads Andersen-Skjern (Jørgen Buckhøj). Det gælder for eksempel indehaveren af Damernes Magasin, Albert Arnesen (Preben Mahrt), der bliver nødt til at invitere sin førstemand, Hr. Schwann, (Arthur Jensen), som netop har fået en mindre arv, ind som kompagnon, for at afværge en truende fallit. Arnold (Esper Hagen) bliver udlært og tager arbejde ovre hos Mads. 30'erne er netop startet - en tid med turbulens, ikke mindst på det politiske område. Dønningerne kommer til Korsbæk, hvor der agiteres højrøstet - både på den konservative og den socialistiske front. Mads gifter sig med Ingeborg (Ghita Nørby) og adopterer hendes datter Ellen (Helle Nielsen)."

## Medvirkende
- Holger Juul Hansen - (Hans Christian Varnæs, bankdirektør)
- Malene Schwartz - (Maude Varnæs, bankdirektørfrue)
- Helle Virkner - (frk. Friis, Maudes søster)
- Bent Mejding - (Jørgen Varnæs, Hans Christians bror)
- Ellen Winther Lembourn - (Minna Varnæs, Jørgens kone)
- Søren Bruun - (Ulrik, Hans Christians og Maudes søn)
- Nicla Ursin - (Regitze, Hans Christians og Maudes datter)
- Kirsten Olesen - (Agnes, stuepige hos Varnæs)
- Elin Reimer - (Laura, kokkepige hos Varnæs)
- Karen Berg - (Fru Fernando Møhge, Hans Christians gudmor)
- Karin Nellemose - (Misse Møhge, Fru Fernando Møhges datter)
- Karl Stegger - (Konsul Emanuel Holm)
- Else-Marie Juul Hansen - (Konsulinde Oda Holm)
- John Hahn-Petersen - (Hr. Stein, bogholder i Korsbæk Bank)
- Joen Bille - (Aage Holmdal, bankassistent volontør i Korsbæk Bank)
- Preben Mahrt - (Albert Arnesen, ejer af Damernes Magasin)
- Sonja Oppenhagen - (Vicki Arnesen, Alberts kone)
- Arthur Jensen - (Rudolf Schwann, førstemand i Damernes Magasin)
- Vera Gebuhr - (frk. Inger Jørgensen, ekspeditrice i Damernes Magasin)
- Else Petersen - (Frøken Grøn, direktrice i Damernes Magasin)
- Esper Hagen - (Arnold Vinter, lærling i Damernes Magasin)
- Jørgen Buckhøj - (Mads Andersen-Skjern)
- Kristian Steen Rem - (Daniel Andersen Skjern)
- Buster Larsen - (grisehandler Oluf Larsen)
- Lily Broberg - (Katrine Larsen, Oluf Larsens kone)
- Ghita Nørby - (Ingeborg, Oluf og Kathrines datter)
- Helle Nielsen III - (Ellen, Ingeborgs datter)
- Anne Jensen - (Gudrun, stuepige)
- Birgitte Federspiel - (Baronesse von Rydtger)
- Kirsten Hansen-Møller - (Lily, baronessens tjenestepige)
- Ole Søgaard - (Baronessens chauffør)
- Beatrice Palner - (Emilie, Ingeborgs veninde)
- Claus Michel Heil - (Fritz, lærling i Tøjhuset)
- Hanne Løye - (Frk. Mikkelsen, forstanderinde på Privatskolen)
- Per Pallesen - (Severin Boldt, tjener på Jernbanerestauranten)
- Benny Hansen - ("Fede", Maler 'Frede' Hansen)
- Kurt Ravn - (Lauritz Jensen "Røde", jernbanearbejder)
- Rigmor Hvidtfeldt - (Garderobedame på Postgården)
- Solveig Sundborg - (Dame der søger arbejde som syerske)
- Ernst Meyer - (Mand ved vælgermøde)
- Gyda Hansen - (Kvinde ved vælgermøde)
- Lis Løwert - (Violet Vinter, Arnolds mor)
- Else Kornerup - (Fru apoteker Strøm)
- Alf Andersen - (Vickis ven fra København)
- Freddie Andersen - (Otto, Vickis ven fra København)
- Kirsten Norholt - (Tut, Vickis veninde fra København)
- Holger Rønnow - (Vickis ven)
- Ole Andreasen - (Resuméfortælleren)